# Kościół św. Jana Chrzciciela w Kutnie
Kościół świętego Jana Chrzciciela w Kutnie – rzymskokatolicki kościół parafialny należący do parafii pod tym samym wezwaniem (dekanat Kutno – św. Wawrzyńca diecezji łowickiej).
W 1982 roku proboszcz parafii pod wezwaniem świętego Wawrzyńca w Kutnie, ksiądz prałat Jan Świtkowski, wystarał się o pozwolenie na budowę świątyni przy ulicy Kanclerza Jana Zamoyskiego 2/1. Jej budowa ruszyła we wrześniu tego samego roku. W 1984 roku arcybiskup warszawski i gnieźnieński kardynał Józef Glemp, prymas Polski, poświęcił kamień węgielny. Dekretem prymasa z dnia 31 grudnia 1985 roku, który wszedł w życie w dniu 13 stycznia 1986 roku, przy wybudowanym kościele dolnym został utworzony ośrodek duszpasterski pod wezwaniem św. Jana Chrzciciela. Jego administratorem został mianowany ksiądz Jan Dobrodziej, późniejszy proboszcz. Już w 1987 roku do kultu Bożego został oddany kościół górny. 15 lutego 1988 roku przy wybudowanej już świątyni kardynał Józef Glemp erygował parafię. Ukoronowaniem starań parafian i księdza prałata Jana Dobrodzieja była konsekracja kościoła, której w dniu 4 czerwca 2000 roku dokonał biskup łowicki Alojzy Orszulik.
Dwupoziomowa świątynia, zaprojektowana przez warszawskiego inżyniera architekta Bogusława Szczęsnego, charakteryzuje się nowoczesną architekturą. Główny kościół jest umieszczony na poziomie górnym. Przestronne wnętrze cechuje współczesne wyposażenie. Na ścianie ołtarza głównego znajduje się płaskorzeźba Chrystusa Zmartwychwstałego, wykonana przez Pawła Ciesielskiego z Łodzi, poświęcona w 1999 roku przez św. Jana Pawła II. Od strony wschodniej są umieszczone: kaplica Matki Bożej Częstochowskiej oraz kaplica Miłosierdzia Bożego.